# Aberrodomus candidus
Aberrodomus candidus är en mossdjursart som beskrevs av Gordon 1988. Aberrodomus candidus ingår i släktet Aberrodomus och familjen Bifaxariidae. Inga underarter finns listade i Catalogue of Life.